# Ivan Smolčić
Ne doit pas être confondu son frère Hrvoje Smolčić.
Ivan Smolčić, né le 17 août 2000 à Gospić en Croatie, est un footballeur croate qui évolue au poste de défenseur au Como 1907, en Série A.

## Biographie

### Carrière en club
Après avoir évolué dans les équipes de jeunes du club croate de Rijeka, Smolčić fait ses débuts professionnels avec l'équipe première le 13 avril 2019, entrant en jeu lors d'une victoire 7-0 contre l'Inter Zaprešić. Les trois saisons suivantes, il est prêté à Orijent puis au Hrvatski Dragovoljac. À l'été 2022, il retourne à Rijeka, où il s'impose rapidement comme titulaire.
Le 3 février 2025, il s'engage avec le club italien de Como 1907 en signant un contrat de quatre ans.

### Carrière internationale
En 2022, il dispute deux matchs avec l'équipe de Croatie espoirs, contre l'Autriche et la Pologne.

## Vie privée
Son frère jumeau Hrvoje est également footballeur professionnel. Ils rejoignent ensemble le centre de formation du HNK Rijeka en 2014,.

## Statistiques

### En club
| Saison                | Club                        | Championnat           | Championnat | Championnat | Championnat | Coupe(s) nationale(s) | Coupe(s) nationale(s) | Coupe(s) nationale(s) | Compétition(s) continentale(s) | Compétition(s) continentale(s) | Compétition(s) continentale(s) | Compétition(s) continentale(s) | Total | Total | Total |
| Saison                | Club                        | Division              | M.          | B.          | P.d.        | M.                    | B.                    | P.d.                  | Comp.                          | M.                             | B.                             | P.d.                           | M.    | B.    | P.d.  |
| 2018-2019             | HNK Rijeka                  | 1. HNL                | 1           | 0           | 1           | 0                     | 0                     | 0                     | -                              | -                              | -                              | -                              | 1     | 0     | 1     |
| 2021-2022             | HNK Rijeka                  | 1. HNL                | 0           | 0           | 0           | 2                     | 0                     | 0                     | -                              | -                              | -                              | -                              | 2     | 0     | 0     |
| 2022-2023             | HNK Rijeka                  | 1. HNL                | 21          | 0           | 1           | 2                     | 0                     | 0                     | C4                             | 2                              | 0                              | 0                              | 25    | 0     | 1     |
| 2023-2024             | HNK Rijeka                  | 1. HNL                | 30          | 0           | 2           | 4                     | 1                     | 0                     | C4                             | 2                              | 1                              | 0                              | 36    | 2     | 2     |
| 2024-2025             | HNK Rijeka                  | 1. HNL                | 18          | 1           | 2           | 1                     | 0                     | 0                     | C3+C4                          | 3+2                            | 0+0                            | 0+0                            | 24    | 1     | 2     |
| Sous-total            | Sous-total                  | Sous-total            | 70          | 1           | 6           | 9                     | 1                     | 0                     | -                              | 9                              | 1                              | 0                              | 88    | 3     | 6     |
| 2019-2020             | HNK Orijent (prêt)          | 2. HNL                | 16          | 2           | 2           | 0                     | 0                     | 0                     | -                              | -                              | -                              | -                              | 16    | 2     | 2     |
| 2020-2021             | HNK Orijent (prêt)          | 2. HNL                | 31          | 3           | 2           | 0                     | 0                     | 0                     | -                              | -                              | -                              | -                              | 31    | 3     | 2     |
| Sous-total            | Sous-total                  | Sous-total            | 47          | 5           | 4           | 0                     | 0                     | 0                     | -                              | -                              | -                              | -                              | 47    | 5     | 4     |
| 2021-2022             | Hrvatski Dragovoljac (prêt) | 1. HNL                | 15          | 0           | 2           | 0                     | 0                     | 0                     | -                              | -                              | -                              | -                              | 15    | 0     | 2     |
| 2024-2025             | Como 1907                   | Serie A               | 0           | 0           | 0           | 0                     | 0                     | 0                     | -                              | -                              | -                              | -                              | 0     | 0     | 0     |
| Total sur la carrière | Total sur la carrière       | Total sur la carrière | 132         | 6           | 12          | 9                     | 1                     | 0                     | -                              | 9                              | 1                              | 0                              | 150   | 8     | 12    |